# Hoplitis insularis
Hoplitis insularis là một loài Hymenoptera trong họ Megachilidae. Loài này được Schmiedeknecht mô tả khoa học năm 1885.